# Sami Kamal Mursi
Sami Kamal Mursi (arab. سامي كمال مرسي) – egipski zapaśnik walczący przeważnie w stylu klasycznym. Złoty medalista igrzysk afrykańskich w 1987. Mistrz Afryki w 1986; wicemistrz w 1989 i trzeci w 1982 roku.